# Impostor (cuento)
Impostor (título original en inglés: Impostor) es un relato de ciencia ficción del escritor estadounidense Philip K. Dick publicado por primera vez en la revista Analog Science Fiction and Fact en 1953. Sirvió como base para la película Infiltrado.

## Argumento
Spence Olham se enfrenta a un colega y es acusado de ser un androide impostor, diseñado para sabotear las defensas de la Tierra. La nave del impostor se ha dañado y se ha estrellado justo en las afueras de la ciudad. El androide se supone que debe detonar una bomba que destruirá el planeta usando una frase que es un código. Olham debe escapar y probar su inocencia y que, de hecho, él es el auténtico Spence Olham. Para ello intenta encontrar la nave espacial que se estrelló y recuperar el cuerpo del androide.

## Adaptación a televisión y cine
- En el año 1962, el ciclo televisivo británico Out of this world, conducido por Boris Karloff, presentó la primera adaptación de un escrito de Philip K. Dick en un medio audiovisual. Adaptada para la pantalla por Terry Nation y dirigida por Peter Hammond, la obra se estrenó el 21 de julio de 1962.
- Infiltrado, fue llevada al cine en 2001 y protagonizada por Gary Sinise, Madeleine Stowe y Vincent D'Onofrio.